# Моленгук (Гелдерланд)
Моленгук (нід. Molenhoek) — село в нідерландській провінції Гелдерланд. Входить до муніципалітету Гемен.

## Галерея

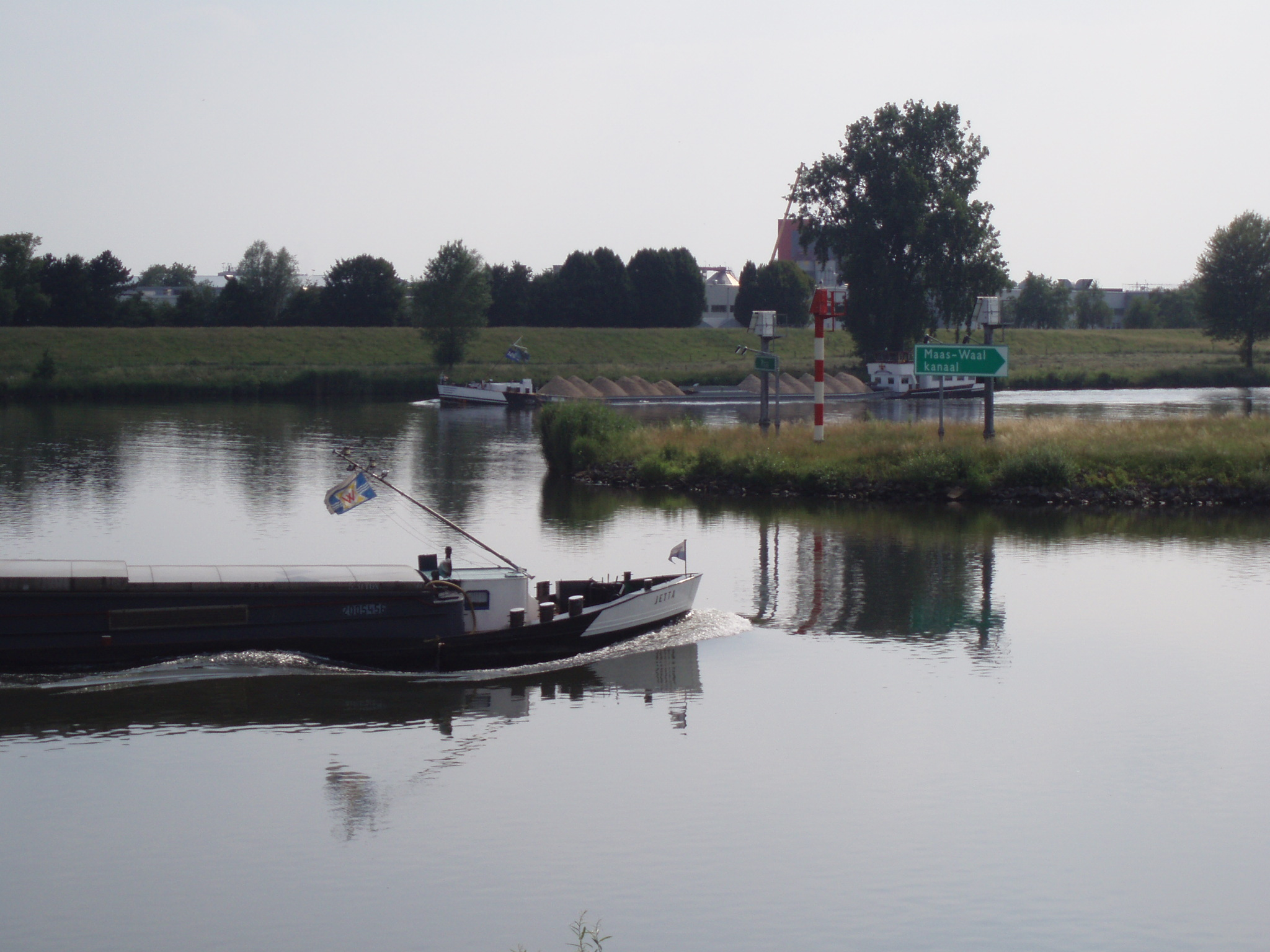
Течія Мааса поблизу села
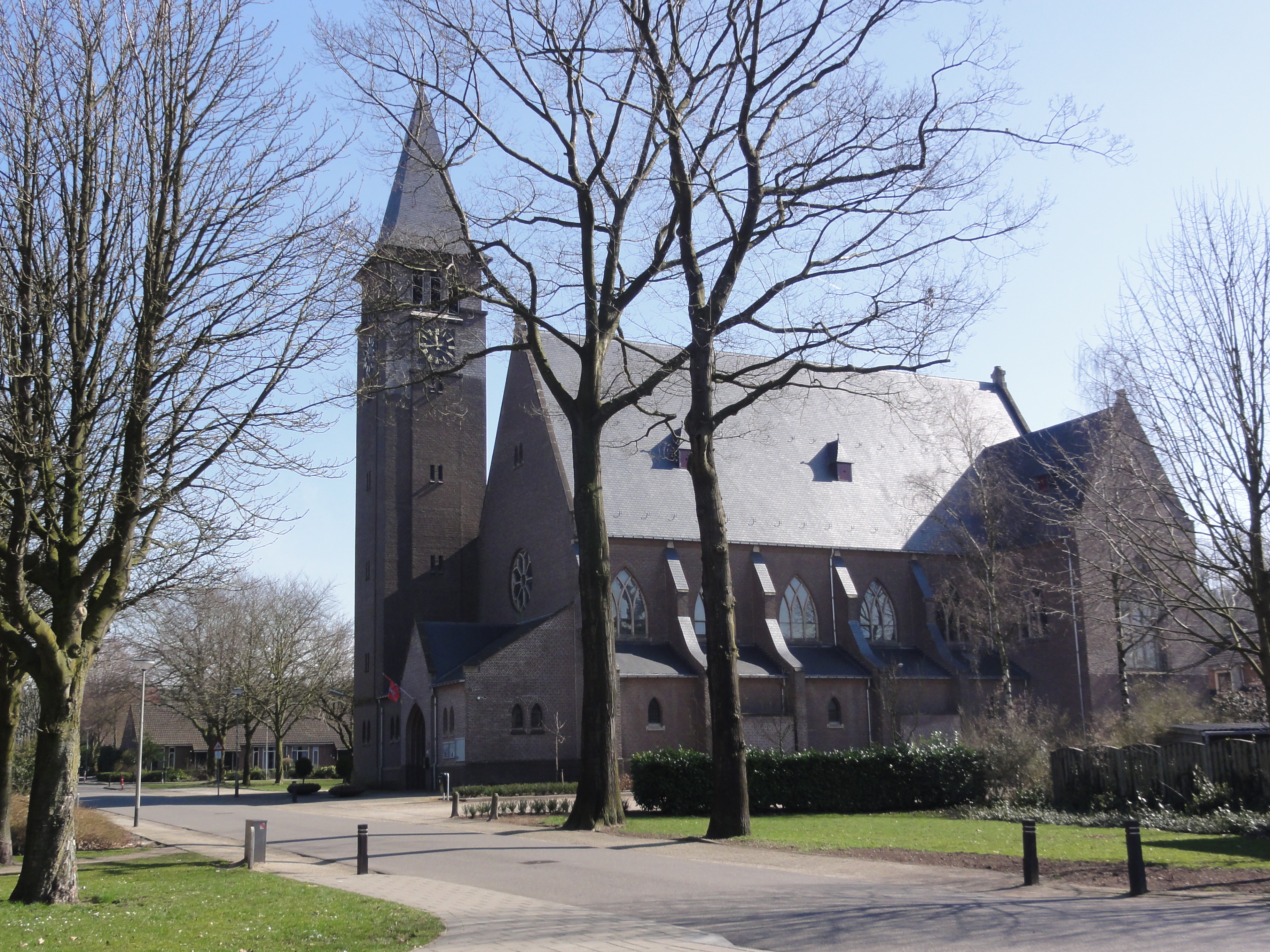
Церква у селі
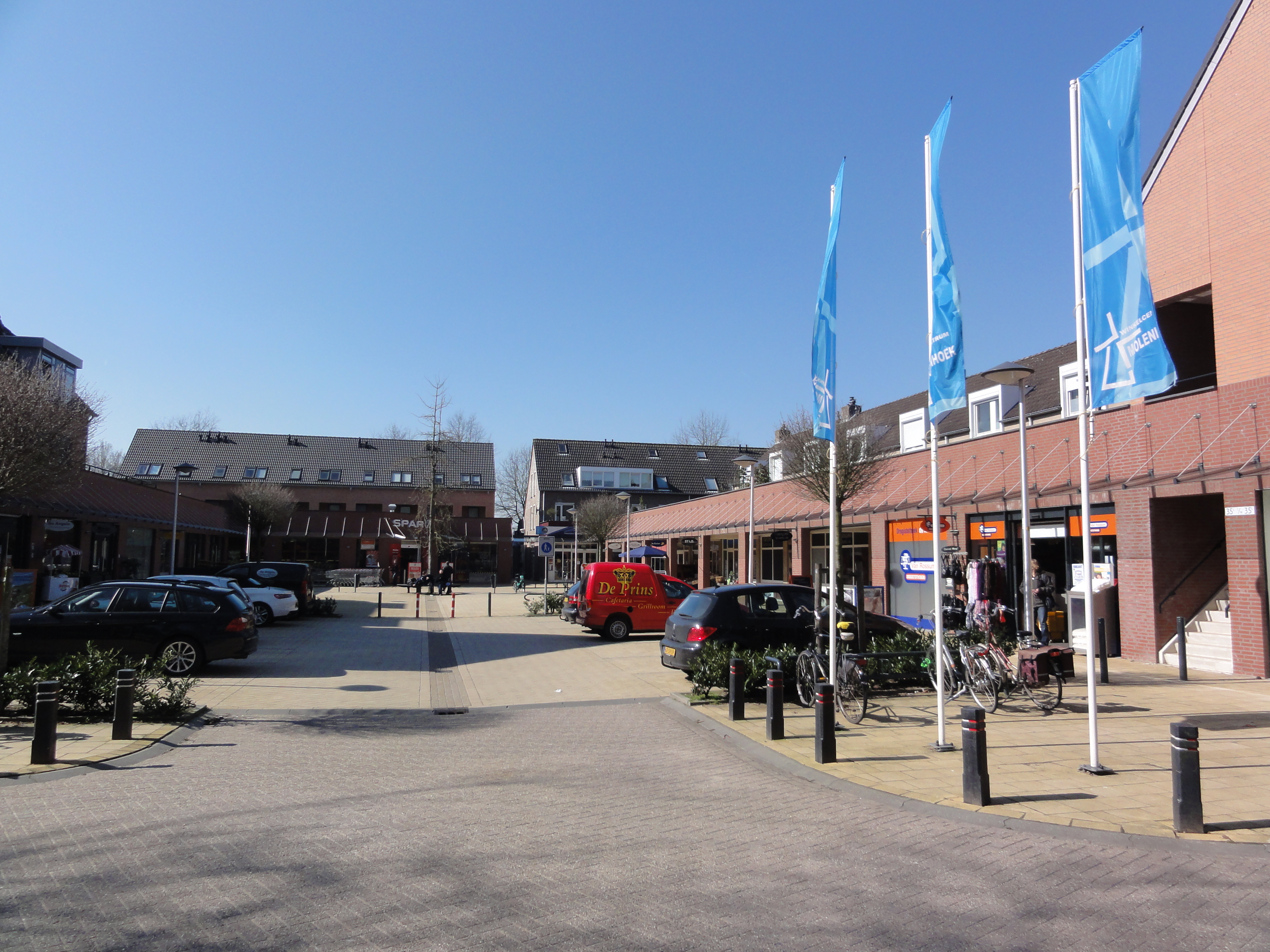
Торгівельний центр